# Denys de La Patellière
Denys de La Patellière, bürgerlich Denys de Dubois de La Patellière (* 8. März 1921 in Nantes; † 21. Juli 2013 in Dinard), war ein französischer Filmregisseur und Drehbuchautor.

## Werdegang
Nach dem Besuch einer Filmschule und Tätigkeiten für die Wochenschau „Actualités françaises“ arbeitete Denys de La Patellière als Assistent von Georges Lampin. Er drehte vor allem Dramen (allein sechs Filme mit Jean Gabin). Komödien, Krimis, Kriegsdramen (Taxi nach Tobruk) und Epen (Im Reich des Kublai Khan mit Horst Buchholz) blieben Ausnahmen. Sein letzter Kinofilm war 1973 das Zölibats- und Résistancedrama Der Abbé und die Liebe mit Robert Hossein und Claude Jade. Danach arbeitete Denys de La Patellière fürs Fernsehen (u. a. 1979 Der Graf von Monte Christo mit Jacques Weber).
Sein Sohn Fabrice (* 1968) ist als Regisseur und Fernsehproduzent tätig, sein Sohn Alexandre (* 1971) als Drehbuchautor und Regisseur.

## Filmografie

### Kino
- 1955: Aristokraten (Les aristocrates)
- 1956: Hinter verschlossenen Türen (Le salaire du péché)
- 1957: Les œufs de l’autruche
- 1957: Luzifers Tochter (Retour de manivelle)
- 1958: Die großen Familien (Les grandes familles)
- 1959: Wiesenstraße Nr. 10 (Rue des prairies)
- 1959: Mit den Augen der Liebe (Les yeux de l’amour)
- 1960: Taxi nach Tobruk (Un taxi pour Tobrouk)
- 1962: Madeleine und der Seemann (Le bateau d’Émile)
- 1965: Herr auf Schloß Brassac (Le tonnerre de Dieu)
- 1965: Im Reich des Kublai Khan (La fabuleuse aventure de Marco Polo)
- 1965: Rififi in Paris (Du rififi à Paname)
- 1966: Heiße Nächte (Soleil noir)
- 1966: Die Reise des Vaters (Le voyage du père)
- 1968: Caroline Chérie (Schön wie die Sünde) (Caroline chérie)
- 1968: Balduin – das Nachtgespenst (Le tatoué)
- 1972: Der Killer und der Kommissar (Le tueur)
- 1973: Der Abbé und die Liebe (Prêtres interdits)

### Fernsehen
- 1979: Der Graf von Monte Christo (Le Comte de Monte-Cristo)
- 1988–1990: Paparoff (6 Folgen)
- 1992: Diamond Swords (Les epées de diamant)